# Московский железнодорожный узел

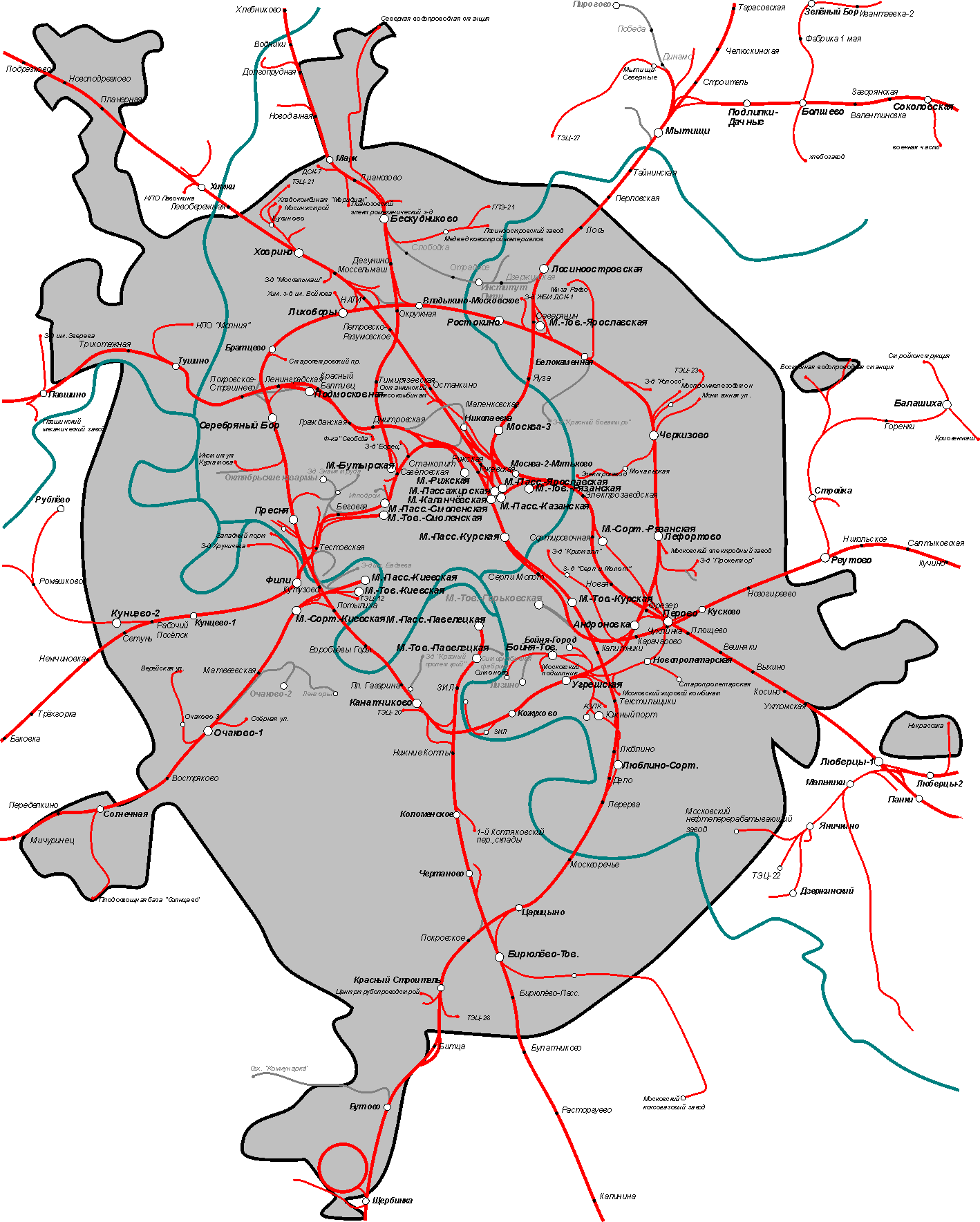
Центральная часть московского железнодорожного узла (в старых границах Москвы до 1 июля 2012)

Моско́вский железнодоро́жный у́зел — единый железнодорожный комплекс, сложившийся и функционирующий в масштабах Московского региона. Сформировался к концу XIX века вслед за первым в России петербургским узлом, когда Петербург был столицей государства. До настоящего времени сохраняет основной объём пассажирских и грузовых перевозок. Московский узел — крупнейший железнодорожный узел в СНГ и один из крупнейших в мире.
С 2006 года разрабатывается новая генеральная схема развития московского железнодорожного узла.

## Структура
В состав московского железнодорожного узла, имеющего радиально-кольцевую структуру, входят:
- радиальные направления от 9 из 10 вокзалов Москвы: 10 направлений Московской железной дороги (Савёловское, Ярославское, Рязанское, Казанское, Горьковское, Курское, Павелецкое, Киевское, Смоленское, Рижское) и участок Октябрьской железной дороги (Ленинградское направление — бывшая Николаевская железная дорога: принадлежность участка другой, не Московской, железной дороге символизирует приход в XIX веке железнодорожной сети в Москву из бывшей столицы Петербурга);
- Малое кольцо МЖД;
- Большое кольцо МЖД (БМО)[4]. Обычно Мосузел рассматривается в пределах БМО.
- соединительные линии и ветви между упомянутыми направлениями и кольцами
- отдельные тупиковые ответвления от упомянутых линий

Общая протяжённость путей в пределах границ Москвы (до 1 июля 2012 года) составляет 190 км. Московский узел электрифицирован постоянным током на 90 %. В пределах Москвы расположены 6 сортировочных станций (в границах МКАД одна станция Люблино-Сортировочное), 52 грузовые станции (с учётом сортировочных), 9 пассажирских, 3 технических пассажирских станции, 4 моторвагонных депо для составов пригородных поездов. На территории Москвы функционирует 88 остановочных пунктов (включая и пассажирские станции) для пригородно-городских пассажиров. Имеет удобные пересадки на Московский метрополитен со всех вокзалов, а также с некоторых станций/платформ в черте Москвы. Существует скоростное сообщение с тремя основными аэропортами Москвы (аэроэкспрессы). В целом узел простирается на площади в пределах Большого кольца Московской железной дороги.

## Схема развития

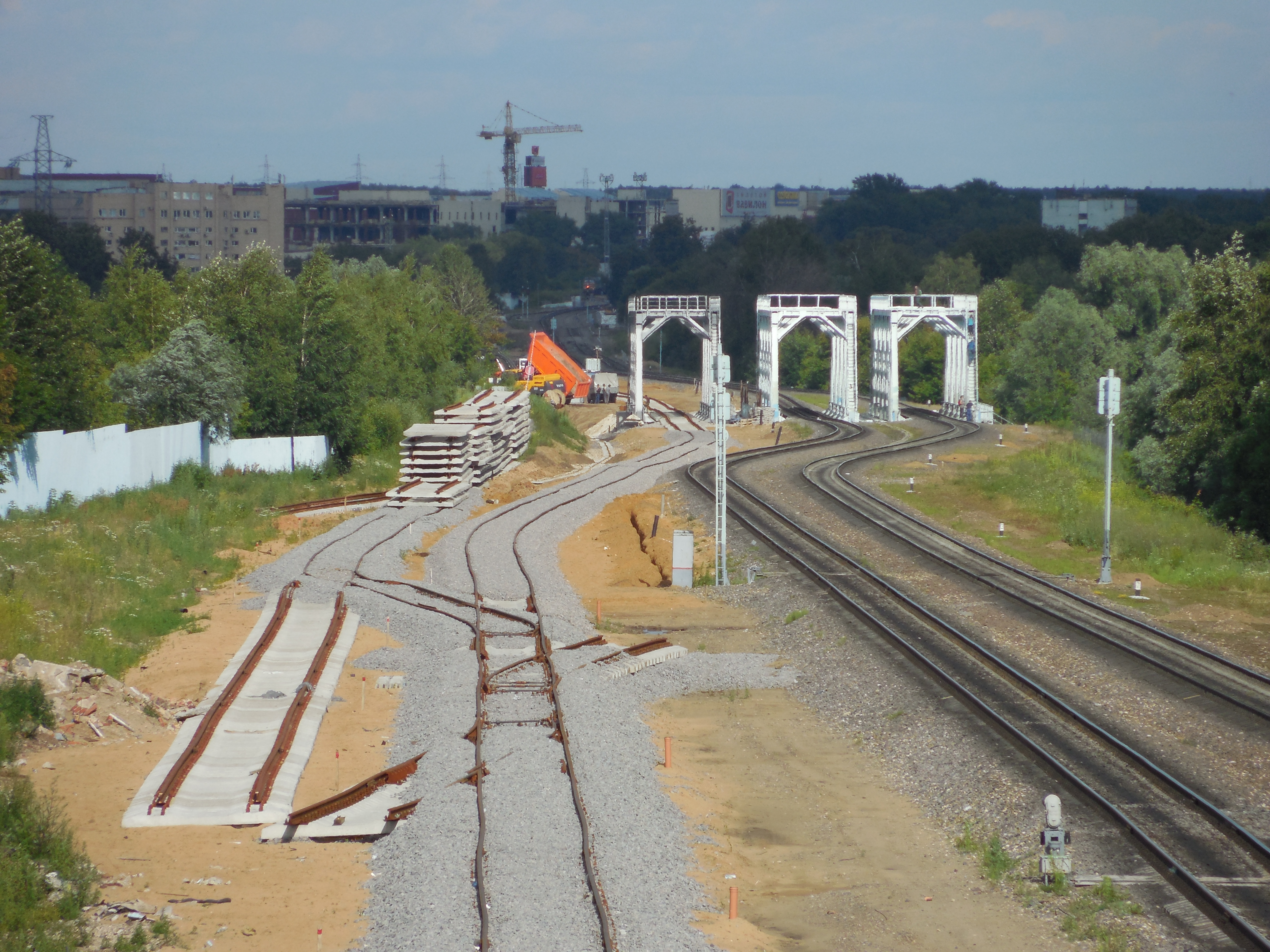
Модернизация МЦК в 2014 году

В связи с начавшейся в 2006 году разработкой новой генеральной схемы развития московского железнодорожного узла (последний раз генеральная схема утверждалась в 1980 году) директор проектного института Гипротранстэи — филиала ОАО «РЖД» — Ф. С. Пехтерев трактует понятие «московский узел» более широко, включая в него железнодорожные линии не только в Москве, но и в Московской области, Большое кольцо МЖД, а также отрезки линий в соседних областях, охваченные регулярным пригородным сообщением из Москвы и находящиеся в пределах полигона Московской железной дороги.
При разработке генеральной схемы развития московского железнодорожного узла решаются такие задачи:
- превращение пригородного движения московского узла в пригородно-городское с максимальным использованием существующих диаметров;
- организация на Малом окружном железнодорожном кольце пассажирского движения в целях помощи метрополитену и городскому наземному транспорту с устройством транспортно-пересадочных пунктов (ТПУ);
- организация интермодального пригородно-городского движения электропоездов с аэропортами города и между ними;
- максимальная разгрузка узла от транзитных грузовых перевозок;
- оптимизация грузовой работы в московском узле путём её концентрации на меньшем количестве грузовых дворов, закрытие или перепрофилирование ряда существующих и создание грузовых терминально-логистических центров (ТЛЦ) на периферии узла;
- обеспечение возрастающих объёмов пассажирских перевозок с одновременным повышением их качества и расшивка «узких мест», в первую очередь на головных участках радиальных линий, строительство дополнительных железнодорожных путей[6]

## Направления
Направления по сторонам света для радиальных направлений не полностью совпадают с расположением вокзалов относительно центра Москвы. С некоторых вокзалов отправляются электропоезда на более чем одно направление. Не все вокзалы являются тупиковыми, их связывает Алексеевская соединительная линия, по которой существует сквозное движение с одного направления на другое.
Радиальные направления и их тупиковые ответвления (по часовой стрелке):
- Ленинградское направление Мосузла (Октябрьская железная дорога)

- Главный ход: Ленинградский вокзал — Химки — Крюково — Клин — Тверь
- Ответвление: Решетниково — Конаково ГРЭС (за пределами БМО)

- Савёловское направление Московской железной дороги

- Главный ход: Савёловский вокзал — Лобня — Дмитров — Савёлово
- Ответвления:

- Лобня — Аэропорт Шереметьево
- Вербилки — Дубна (за пределами БМО)

- Ярославское направление Московской железной дороги

- Главный ход: Ярославский вокзал — Мытищи — Александров — Балакирево
- Мытищи — Фрязево
- Ответвления:

- Болшево — Фрязино
- Софрино — Красноармейск

- Горьковское направление Московской железной дороги

- Главный ход: Курский вокзал — Фрязево — Петушки — Владимир
- Ответвления:

- Реутово — Балашиха
- Фрязево — Захарово
- Павловский Посад — Электрогорск

- Казанское направление Московской железной дороги

- Главный ход: Казанский вокзал — Люберцы — Куровская — Шатура — Черусти
- Ответвление: Кривандино — Рязановка (без прямого пригородного сообщения от Москвы, за пределами БМО)

- Рязанское направление Московской железной дороги

- Главный ход: Казанский вокзал — Люберцы — Голутвин — Рязань
- Ответвления:

- Голутвин — Озёры (без прямого пригородного сообщения от Москвы, за пределами БМО)
- Луховицы — Зарайск (без пассажирского сообщения, за пределами БМО)

- Павелецкое направление Московской железной дороги

- Главный ход: Павелецкий вокзал — Домодедово — Кашира — Ожерелье — Узуново/Узловая
- Ответвления:

- Домодедово — Аэропорт Домодедово

- Курское направление Московской железной дороги

- Главный ход: Курский вокзал — Подольск — Серпухов — Тула
- Ответвления:

- Серпухов — Серпухов-Ветка (без пассажирского сообщения, за пределами БМО)

- Киевское направление Московской железной дороги

- Главный ход: Киевский вокзал — Апрелевка — Нара — Малоярославец — Калуга - Сергиев Скит
- Ответвления:

- Солнечная — Новопеределкино
- Лесной Городок — Аэропорт Внуково,
- съезд на Вяземско-Сызранскую хордовую линию Тихонова Пустынь — Калуга I (за пределами БМО)

- Смоленское (Белорусское) направление Московской железной дороги

- Главный ход: Белорусский вокзал — Кунцево — Одинцово — Можайск — Бородино
- Ответвления:

- Кунцево I — Усово,
- Кунцево II — Рублёво,
- Голицыно — Звенигород

- Рижское направление Московской железной дороги

- Главный ход: Рижский вокзал — Красногорск — Волоколамск — Шаховская

Другие линии в порядке от центра узла:
- Алексеевская соединительная линия, соединяющая несколько направлений внутри Москвы. Основной ход — Москва-Пассажирская-Смоленская — Москва-Пассажирская-Курская.
- Митьковская соединительная ветвь, соединяющая несколько направлений внутри Москвы. Основной ход — Москва-Пассажирская-Казанская — Николаевка.
- Соединительная ветвь между Белорусским и Киевским направлениями. Основной ход — Москва-Товарная-Киевская (платформа Поклонная) — Москва-Пассажирская-Смоленская (платформа Беговая).
- Малое кольцо МЖД — соединяет все направления внутри МКАД. Пассажирское сообщение начато 10 сентября 2016 года в режиме городской электрички, интегрированной с Московским метрополитеном по части оплаты проезда. Система городского поезда именуется «Московское центральное кольцо». Свои соединительные ветви и линии к радиальным направлениям и несколько тупиковых ответвлений.
- Перово — Кусково — соединяет Казанско-Рязанское и Горьковское направления при движении от Казанского вокзала в область (однопутная).
- Бирюлёвская соединительная ветвь (Царицыно — Бирюлёво-Тов.) — соединяет Курское и Павелецкое направление при движении от Курского вокзала в область (однопутная).
- Хордовая линия Мытищи — Фрязево. Соединяет Ярославское и Горьковское направления в Московской области. Обслуживается пригородными поездами только Ярославского направления.
- Большое кольцо МЖД — соединяет все направления на отдалении 15—30 км от МКАД с возможностью пересадки друг на друга. Некоторые участки имеют «прямое» сообщение с радиальных направлений (с вокзалами Москвы или с другими станциями). Свои соединительные ветви и линии к радиальным направлениям. Отдельные Егорьевская и Жилёвская ветви кольца. Тупиковое ответвление в Парк «Патриот».

Имеется также некоторое пересечение радиальных направлений в Москве с возможностью пересадки друг на друга.
В 2012 году на МЖД в пригородном сообщении перевезено 568 млн пассажиров и 53 млн пассажиров перевезено в дальнем сообщении.